# The Road to Hell and Back
The Road to Hell and Back – zapis pożegnalnej trasy koncertowej Chrisa Rei, która odbyła się w 2006 roku.

## Lista utworów
1. "Julia" - 3:54
2. "Road to Hell " - 10:02
3. "Jazzy Blue" - 3:44
4. "That’s The Way It Goes" 5:22
5. "I Can Hear Your Heartbeat" 10:47
6. "Where The Blues Come From" 5:30
7. "Fool (If You Think It’s Over)" - 3:56
8. "On the Beach" 5:42
9. "Josephine" - 5:06
10. "Stony Road" - 6:07
11. "Stainsby Girls" - 8:18
12. "Somewhere Between Highway 61 & 49" - 8:04
13. "Let's Dance" - 6:43